# Krystyna Pyszková
Krystyna Pyszková, née le 19 janvier 1999 à Třinec, est une mannequin tchèque, élue Miss Monde 2023,.

## Biographie
Pyszková est née à Třinec. Elle étudiait le droit à l'Université Charles de Prague et la gestion au Management Center Innsbruck à Innsbruck, en Autriche.

## Concours de beauté
Le 7 mai 2022, Pyszková a rejoint le concours Miss Tchéquie 2022, où elle a remporté le titre de Miss Tchéquie 2022 et a succédé à Karolína Kopíncová. Le 9 mars 2024, elle a représenté son pays au concours Miss Monde 2023 au Jio World Convention Center de Mumbai, en Inde, où elle a remporté le titre et a remplacé Karolina Bielawska.